# Willi Sauter

Willi Sauter (1975)

Willi Sauter (* 25. Juli 1928 in Kradolf; † 3. September 2020 in Illnau-Effretikon) war ein Schweizer Entomologe mit Spezialgebiet Schmetterlinge (Lepidoptera) und Professor der ETH Zürich.

## Biografie
Willi Sauter besuchte die Primar- und Sekundarschulen in Kradolf und wechselte 1944 an die Kantonsschule in Frauenfeld, welche er 1947 mit der Matura abschloss. 1951 erwarb er an der ETH Zürich das Diplom als Naturwissenschafter und trat eine Assistentenstelle am Zoologischen Institut an. Er promovierte bei Jakob Seiler mit einer Arbeit über die Morphologie und Systematik der schweizerischen Solenobia-Arten.
Von 1959 bis 1993 war Willi Sauter als Lehrbeauftragter für Entomologie und Konservator der Entomologischen Sammlung an der ETH Zürich tätig. 1971 wurde er zum Titularprofessor ernannt.
Willi Sauter machte sich insbesondere als Systematiker einen Namen und beschrieb diverse neue Arten, namentlich die Psychidae-Arten Dahlica seileri, Dahlica goppensteinensis, Dahlica generosensis, Siederia rupicolella, Brevantennia  siederi. Zudem wurden die Arten Dahlica sauteri, Williella sauteri, Aphalara sauteri, Lachesilla sauteri und Prorastriopes sauteri aber auch z. B. der Unterart Colostygia puengeleri sauteri nach ihm benannt.
Sauter war Ehrenmitglied der Entomologischen Gesellschaft Zürich und der Entomologischen Gesellschaft Luzern. Am 20. Symposium Internationale Entomofaunisticum Europae Centralis SIEEC in Cluj (26. – 30. Mai 2007) wurde er mit einer goldenen Ehrenmedaille für sein entomologisches Lebenswerk ausgezeichnet.

## Werke
- Morphologie und Systematik der schweizerischen Solenobia-Arten (Lep. Psychidae). Dissertation. In: Revue Suisse de Zoologie, Tom 63, 1956, No 27, S. 451–550.
- Die Welt der Kleinschmetterlinge. In: Vierteljahrsschrift der Naturforschenden Gesellschaft in Zürich, 121. Jg. (1971), 375–376.
- Der Stand der faunist. Erforschung der Schweiz. In: Foliae entomologicae hungariae, 27, Suppl., 1974, 265–274.
- mit E. A. Thomas und A. Knecht: Chironomiden-larven als Konsumenten des Flutenden Hahnenfusses (Ranunculus fluitans Lam.). In: Vierteljahrsschrift der Naturforschenden Gesellschaft in Zürich, 123. Jg., 1978, 303–307.
- mit Peter Huber: Pharyngomyia picta (Meigen) [Dipt. Oestridae] als Erreger einer Ophthalmomyiasis beim Menschen. In: Vierteljahrsschrift der Naturforschenden Gesellschaft in Zürich, 133. Jg., 1988, 109–113 (2).
- mit Peter Hättenschwiler: Zum System der paläarktischen Psychiden, 1. Teil: Liste der paläarktischen Arten. In: Nota lepidopterologica 14 (1), 1991: 69–89.
- Die entomologischen Sammlungen an der ETHZ. In: Vierteljahrsschrift der Naturforschenden Gesellschaft in Zürich, 138. Jg., 1993, 203–218 (3).
- Faunistische Notizen aus der Nordostschweiz (Lepidoptera). In: Mitteilungen der Entomologischen Gesellschaft Basel, Jg. 44, 1994, Nr. 3/4, S. 104–108.
- Dr. Adolf Nadig, Ehrenmitglied und 70 Jahre Mitglied der Entomologischen Gesellschaft Zürich. In: Mitteilungen der Entomologischen Gesellschaft Basel, Jg. 48, 1998, Nr. 2, S. 68–71.
- mit Peter Hättenschwiler: Zum System der paläarktischen Psychiden, 2. Teil: Bestimmungsschlüssel für die Gattungen. In: Nota lepidopterologica 22 (4), 1999: 262–295.
- mit Adolf Nadig und Heinrich Zoller: Oekologische Untersuchungen im Unterengadin. Versuch einer Synthese. In: Ergebnisse wissenschaftlicher Untersuchungen im Schweizerischen Nationalpark, Band XII, Lieferung 16. 1999.
- mit Peter Hättenschwiler: Zum System der palaearktischen Psychidae, 3. Teil: Bestimmungsschlüssel für die Säcke. In: Nota lepidopterologica 27 (1), 2004: 59–69.
- Willi Sauter: Entomologie. In: Historisches Lexikon der Schweiz.
- Willi Sauter: Arthur Linder. In: Historisches Lexikon der Schweiz.
- Willi Sauter: Rudolf Meyer-Dür. In: Historisches Lexikon der Schweiz.